# Войтович Андрій Володимирович
Андрі́й Володи́мирович Войто́вич (1990—2019) — молодший сержант Збройних сил України, учасник російсько-української війни.

## З життєпису
Народився в 1990 році у селі Квітневому (Рожищенський район, Волинська область). Проживав у Луцьку.
В часі війни — молодший сержант, військовослужбовець 14-ї бригади.
9 грудня 2019 року в передвечірню пору загинув під час переміщення на позиціях у межах взводного опорного пункту на ділянці між 29-м блокпостом та селом Жолобок — у момент підриву протитанкового мінного шлагбаума. Детонація відбулася внаслідок обстрілу терористами. Тоді ж загинули молодший сержант Віктор Пруський і старший солдат Сергій Сирота.
Відбулося прощання в Луцьку й Рожищі.
13 грудня 2019 року рід залпи рушниць похований в селі Квітневе; панахиду відправили кілька священиків.
Без Андрія залишились батько, два брати, сестра, дружина (волонтерка із організації «Волинь SOS») Світлана Чернобаєва (Войтович) та двоє дітей.

## Нагороди та вшанування
- Указом Президента України № 131/2020 від 7 квітня 2020 року за «самовіддане служіння Українському народові, особисту мужність, виявлену у захисті державного суверенітету та територіальної цілісності України» нагороджений орденом За мужність III ступеня (посмертно)[4].
- Вшановується в меморіальному комплексі «Зала пам'яті», в щоденному ранковому церемоніалі 9 грудня[5][6].